# Anomala vicenti
Anomala vicenti är en skalbaggsart som beskrevs av Franz 1955. Anomala vicenti ingår i släktet Anomala och familjen Rutelidae. Inga underarter finns listade i Catalogue of Life.